# Annie Famose
Annie Famose (ur. 16 czerwca 1944 w Jurançon) – francuska narciarka alpejska, dwukrotna medalistka olimpijska, wielokrotna medalistka mistrzostw świata oraz zdobywczyni Małej Kryształowej Kuli Pucharu Świata w slalomie.

## Kariera
Pierwszy sukces w karierze Annie Famose osiągnęła w 1962 roku, kiedy została mistrzynią Francji w gigancie. Rok później była najlepsza w zjeździe i slalomie, wygrywając także zjazd na zawodach Arlberg-Kandahar-Rennen w Chamonix. W 1964 roku wystartowała na igrzyskach olimpijskich w Innsbrucku, gdzie jej najlepszym wynikiem było piąte miejsce w gigancie. W tym samym roku została mistrzynią kraju w tej samej konkurencji oraz zwyciężyła w zjeździe na Critérium de la première neige w Val d’Isère. Piąty i ostatni tytuł mistrzyni Francji zdobyła w 1965 roku, kiedy po raz kolejny wygrała zjazd. W tej konkurencji była także najlepsza na zawodach Arlberg-Kandahar-Rennen w St. Anton.
Największe sukcesy osiągnęła podczas mistrzostw świata w Portillo w 1966 roku, gdzie w czterech startach zdobyła trzy medale. Najpierw zwyciężyła w slalomie, wyprzedzając swą rodaczkę Marielle Goitschel oraz Penny McCoy z USA. Sześć dni później była piąta w gigancie, jednak kolejne trzy dni później była druga w biegu zjazdowym. W zawodach tych rozdzieliła na podium Marielle Goitschel oraz Burgl Färbinger z RFN. Decyzją FIS z 14 grudnia 1996 roku Famose została przesunięta z trzeciego miejsca na drugie po dyskwalifikacji Eriki Schinegger. Na koniec zajęła drugie miejsce za Goitschel w kombinacji. Rok później wygrała giganta i kombinację na zawodach Critérium de la première neige.
W 1968 roku wzięła udział w igrzyskach Grenoble, zaczynając rywalizację od zajęcia piątej pozycji w biegu zjazdowym. Następnie zdobyła brąz w slalomie, plasując się o 2,03 sekundy za Marielle Goitschel i o 1,74 sekundy za Kanadyjką Nancy Greene. Parę dni później Francuzka wywalczyła także srebrny medal w gigancie, ulegając tylko Nancy Greene. Igrzyska w Grenoble były równocześnie mistrzostwami świata, jednak kombinację rozegrano tylko w ramach drugiej z tych imprez. W konkurencji tej Famose zdobyła kolejny brązowy medal, przegrywając tylko z Greene i Goitschel. Na rozgrywanych dwa lata później mistrzostwach świata w Val Gardena wystartowała tylko w slalomie, jednak nie ukończyła rywalizacji. Wzięła także udział w zjeździe podczas igrzysk olimpijskich w Sapporo w 1972 roku, gdzie zajęła ósme miejsce.
W zawodach Pucharu Świata zadebiutowała 7 stycznia 1967 roku w Oberstaufen, zajmując trzecie miejsce w slalomie. W zawodach tych wyprzedziły ją jedynie Nancy Greene oraz Fernande Bochatay ze Szwajcarii. Tym samym już w swoim debiucie od razu wywalczyła pierwsze podium. W kolejnych startach jeszcze 21. razy plasowała się w najlepszej trójce zawodów tego cyklu, odnosząc przy tym dwa zwycięstwa: 10 stycznia w Grindelwald i 26 stycznia 1967 roku w Saint-Gervais była najlepsza w slalomie. Ostatnie podium wywalczyła 19 lutego 1971 roku w Sugarloaf, gdzie była trzecia w zjeździe. Najlepsze wyniki osiągnęła w sezonie 1966/1967, kiedy zajęła trzecie miejsce w klasyfikacji generalnej i klasyfikacji giganta, a w klasyfikacji slalomu wywalczyła Małą Kryształową Kulę. Była także druga w klasyfikacji zjazdu w sezonie 1969/1970. W 1972 roku zakończyła karierę.
Po zakończeniu kariery prowadziła sklepy sportowe i restauracje, zajmowała się także szkoleniem młodzieży. W 2010 roku została odznaczona Legią Honorową.

## Osiągnięcia

### Igrzyska olimpijskie
| Miejsce | Dzień     | Rok  | Miejscowość | Konkurencja | Czas biegu | Strata | Zwyciężczyni        |
| ------- | --------- | ---- | ----------- | ----------- | ---------- | ------ | ------------------- |
| DNF2    | 1 lutego  | 1964 | Innsbruck   | Slalom      | 1:29,86    | -      | Christine Goitschel |
| 5.      | 3 lutego  | 1964 | Innsbruck   | Gigant      | 1:52,24    | +1,65  | Marielle Goitschel  |
| 9.      | 6 lutego  | 1964 | Innsbruck   | Zjazd       | 1:55,39    | +4,47  | Christl Haas        |
| 5.      | 10 lutego | 1968 | Grenoble    | Zjazd       | 1:40,87    | +1,28  | Olga Pall           |
| 3.      | 13 lutego | 1968 | Grenoble    | Slalom      | 1:25,86    | +2,03  | Marielle Goitschel  |
| 2.      | 15 lutego | 1968 | Grenoble    | Gigant      | 1:51,97    | +2,64  | Nancy Greene        |
| 8.      | 5 lutego  | 1972 | Sapporo     | Zjazd       | 1:36,68    | +3,02  | Marie-Theres Nadig  |

### Mistrzostwa świata
| Miejsce | Dzień       | Rok  | Miejscowość | Konkurencja | Czas biegu | Strata     | Zwyciężczyni        |
| ------- | ----------- | ---- | ----------- | ----------- | ---------- | ---------- | ------------------- |
| DNF2    | 1 lutego    | 1964 | Innsbruck   | Slalom      | 1:29,86    | -          | Christine Goitschel |
| 5.      | 3 lutego    | 1964 | Innsbruck   | Gigant      | 1:52,24    | +1,65      | Marielle Goitschel  |
| 9.      | 6 lutego    | 1964 | Innsbruck   | Zjazd       | 1:55,39    | +4,47      | Christl Haas        |
| 1.      | 5 sierpnia  | 1966 | Portillo    | Slalom      | 1:30,48    | -          | -                   |
| 2.      | 8 sierpnia  | 1966 | Portillo    | Zjazd       | 1:33,42    | +1,94      | Marielle Goitschel  |
| 5.      | 11 sierpnia | 1966 | Portillo    | Gigant      | 1:22,64    | +2,94      | Marielle Goitschel  |
| 2.      | 11 sierpnia | 1966 | Portillo    | Kombinacja  | 8,76 pkt   | +26,40 pkt | Marielle Goitschel  |
| 5.      | 10 lutego   | 1968 | Grenoble    | Zjazd       | 1:40,87    | +1,28      | Olga Pall           |
| 3.      | 13 lutego   | 1968 | Grenoble    | Slalom      | 1:25,86    | +2,03      | Marielle Goitschel  |
| 2.      | 15 lutego   | 1968 | Grenoble    | Gigant      | 1:51,97    | +2,64      | Nancy Greene        |
| 3.      | 15 lutego   | 1968 | Grenoble    | Kombinacja  | 16,31 pkt  | +19,88 pkt | Nancy Greene        |
| DNF2    | 13 lutego   | 1970 | Val Gardena | Slalom      | 1:40,44    | -          | Ingrid Lafforgue    |
| 8.      | 5 lutego    | 1972 | Sapporo     | Zjazd       | 1:36,68    | +3,02      | Marie-Theres Nadig  |

### Puchar Świata

#### Miejsca w klasyfikacji generalnej
- sezon 1966/1967: 3.
- sezon 1967/1968: 6.
- sezon 1968/1969: 6.
- sezon 1969/1970: 11.
- sezon 1970/1971: 15.
- sezon 1971/1972: 31.

#### Miejsca na podium
1. Oberstaufen – 7 stycznia 1967 (slalom) – 3. miejsce
2. Grindelwald – 10 stycznia 1967 (slalom) – 1. miejsce
3. Grindelwald – 11 stycznia 1967 (gigant) – 2. miejsce
4. Schruns – 18 stycznia 1967 (zjazd) – 3. miejsce
5. Schruns – 19 stycznia 1967 (slalom) – 2. miejsce
6. Saint-Gervais – 26 stycznia 1967 (slalom) – 1. miejsce
7. Saint-Gervais – 28 stycznia 1967 (gigant) – 3. miejsce
8. Monte Bondone – 1 lutego 1967 (slalom) – 2. miejsce
9. Franconia – 10 marca 1967 (zjazd) – 3. miejsce
10. Franconia – 12 marca 1967 (slalom) – 3. miejsce
11. Vail – 19 marca 1967 (gigant) – 3. miejsce
12. Saint-Gervais – 27 stycznia 1968 (zjazd) – 2. miejsce
13. Abetone – 1 marca 1968 (slalom) – 2. miejsce
14. Abetone – 2 marca 1968 (zjazd) – 2. miejsce
15. Val d’Isère – 11 grudnia 1968 (gigant) – 3. miejsce
16. Grindelwald – 7 stycznia 1969 (slalom) – 2. miejsce
17. Schruns – 15 stycznia 1969 (zjazd) – 3. miejsce
18. Saint-Gervais – 23 stycznia 1969 (slalom) – 2. miejsce
19. Saint-Gervais – 25 stycznia 1969 (zjazd) – 2. miejsce
20. Grindelwald – 9 stycznia 1970 (zjazd) – 2. miejsce
21. Jackson Hole – 21 lutego 1970 (zjazd) – 2. miejsce
22. Jackson Hole – 19 lutego 1971 (zjazd) – 3. miejsce